# Mezinárodní unie muslimských skautů
Dále jen Mezinárodní unie muslimských skautů (Arabsky: الإتحاد العالمي للكشاف المسلم) (IUMS) je autonomní, mezinárodní orgán usilující o prosazování a podporu islámu v rámci skautingu. Její sídlo je v Džidda v Saúdské Arábii.

## Založení
Tato myšlenka byla poprvé vyvolala na summitu 3. Islámské konference, který se konala v Taif v KSA (1981).
Jako odpověď Katarské skautské sdružení volal po prvním islámské konferenci spolu s 1. islámským Jamboree (Doha - leden 1982). Oficiální vznik byl ohlášen v jordánském Ammánu v roce 1989, během třetí mezinárodní muslimské skautské konference. V srpnu 1992 6.mezinárodní skautská konference v Pákistánu, certifikovala znak a stanovy IUMS.

## Cíle
Oficiální cíle IUMS jsou:
- Vyvinout vzdělávací Kurikulum, které by mělo přispět ke strukturování a tvorbě duchovního rozměr v osobnosti mladých muslimům.
- Motivovat a podporovat islámský skauting na globální úrovni.
- Rozšířit koordinaci a spolupráci mezi členy IUMS.
- Podporovat a koordinovat sociální, humanitární a záchranné činností v rámci Evropské unie nebo ve spolupráci s ne-skautskými organisacemi podobné povahy.
- Přivést islámský skauting do zemí, ve kterých žijí muslimové.
- Vyvíjet a podporovat ducha bratrství a porozumění mezi muslimskými skauty.

## Školení vedoucích
Od roku 2006, IUMS pořádá ve Švýcarsku každoročně kurz pro vedoucí, ve spojení s jinými organizacemi.